# Odysee
Odysee — це американська децентралізована платформа обміну відео, побудована на блокчейні LBRY. Він позиціонує себе як альтернативу основним сайтам для обміну відео (таким як YouTube), але з наголосом на свободі слова та децентралізації.
Платформа дозволяє користувачам завантажувати, ділитися та монетизувати відео за допомогою криптовалюти, зберігаючи постійність вмісту через однорангову мережу.

## Історія
Сайт заснований у 2020 році. Джуліан Чандра. У червні 2024 року його придбала компанія Forward Research. Придбання відбулося після того, як колишня материнська компанія Odysee, LBRY, програла справу з Комісією з цінних паперів і бірж США в липні 2023 року.